# Soriba Soumah
Soriba Soumah (Conakri, África Occidental Francesa, 1946-Conakri, Guinea, 11 de junio de 2004) fue un futbolista de Guinea que jugó en la posición de delantero.

## Carrera

### Club
Jugó toda su carrera con el Hafia FC de 1967 a 1985, equipo con el que fue campeón nacional en 14 ocasiones y ganó la Copa Africana de Clubes Campeones en tres ocasiones.

### Selección nacional
Jugó para Guinea en 26 ocasiones de 1966 a 1985 y anotó siete goles; participó en los Juegos Olímpicos de México 1968 y en dos ediciones de la Copa Africana de Naciones.

## Logros
- Campeonato Nacional de Guinea (14): 1967, 1968, 1971, 1972, 1973, 1974, 1975, 1976, 1977, 1978, 1979, 1982, 1983, 1985
- Copa Africana de Clubes Campeones (3): 1972, 1975, 1977